# Josef Hager (Politiker, 1873)

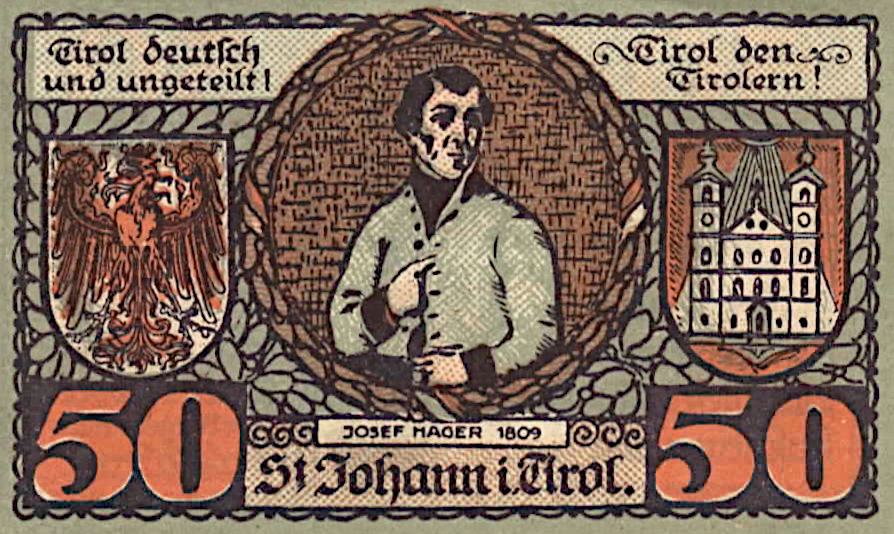
Josef Hager auf einem Notgeldschein aus St. Johann in Tirol von 1921.

Josef Hager (* 22. März 1873 in Waizenkirchen; † 4. Jänner 1924 ebenda) war ein österreichischer Bauer und Politiker.
Der Bauernsohn arbeitete zuerst auf dem Hof seiner Eltern, heiratete 1898 eine Bauerntochter und übernahm dann den elterlichen Bauernhof. Aus der Ehe entsprossen zwölf Kinder. Hager wurde schon bald Obmann der Berufsgenossenschaft der Landwirte, bald folgte auch seine Berufung in den Landeskulturrat. Im Gemeinderat von Waizenkirchen bekleidete er die Stelle eines Vizebürgermeisters und vorübergehend bis 1919 des Bürgermeisters. Im selben Jahr wurde er für die Christlichsoziale Partei in den Landtag gewählt und verblieb dort bis zu seinem Ableben.